# ジャッカ・ドフニ 海の記憶の物語
『ジャッカ・ドフニ 海の記憶の物語』（ジャッカ・ドフニ うみのきおくのものがたり）は、津島佑子の小説。集英社の雑誌『すばる』の2015年（平成27年）1月号から8月号に連載（4月号は休載）後、2016年（平成28年）5月2日に単行本として集英社より刊行された。タイトルの“ジャッカ・ドフニ”とは、北方少数民族ウイルタの言葉で「大切なものを収める家」を意味する。
作者を思わせる現代に生きる“わたし”と17世紀前半の鎖国・キリシタン弾圧下で禁じられた海外渡航を試みる若い男女を交互に描く叙事的物語。作者の津島は単行本の出版より3か月前の2016年2月に死去したため、長編作品としては遺作である。没後の出版のため、津島自身はこの作品で文学賞を受賞していないが、柄谷行人は、単行本出版時の帯に「世界文学史において類を見ない作品」と賛辞を寄せた。

## あらすじ
2011年、東日本大震災の記憶も冷めやらぬ時期に60代になったわたしは北海道の網走を訪れる。そこにはかつて北方少数民族資料館“ジャッカ・ドフニ”という樺太先住民族の生活を展示した資料館があった。26年前に30代のシングルマザーだった私は当時8歳の息子とこの施設を訪問し、館長の北川源太郎と親しくなった。“源さん”として地元住民に慕われていた彼はもう亡く、ジャッカ・ドフニは2010年に閉館して別の公共施設になっている。息子を不慮の事故で亡くし一人となった今のわたしは、北の大地を駆け巡った先人たちに思いをはせる。
1620年ごろ、ナガサキ（長崎）から船で大陸行きの機会をうかがう少年と少女がいた。13歳の少年ジュリアンは生まれ育ったツガル（津軽）から家族や隠れキリシタンたちの願いを一身に受け、身を潜めながらようやくここにたどり着いた。同行する少女チカは5つ年下の8歳、アイヌと和人の混血で身寄りは無い。ジュリアンが二度と家族に会えない覚悟を持ってツガル（津軽）を出て、アキタ（秋田）、サカタ（酒田）をへてナガサキにたどり着いたとき、3年が経過していた。ナガサキでペトロ、パウロ、カタリナらと合流したジュリアンたちはヒラド（平戸）を経由し小さな船で出港した。沖でジュリアンが交渉した中国の海賊船の船倉に潜り込みアマカウ（マカオ）を目指して密航する。荒波の航海で死をも覚悟する一行だったが、ついにマカオに到着した。そこは日本と打って変った温暖な土地で、ジュリアンたちは先に到着した日本人キリシタンたちに祝福を受けたのだった。
マカオでパドレ（神父）になる勉強を開始したジュリアンは才能を開花し、ポルトガル語やラテン語を身に着ける。カタリナの老母は死に、生き別れの夫はマカオでけんかに巻き込まれて殺害され、娘は奴隷として売られていた。しかし息子のアントニオは修道院で保護されていることが分かり再会する。カタリナは成長して美しくなってきたチカの母親代わりにもなってくれた。ジュリアンがあと一年でパドレへの道が開けるころ、日本からの知らせがもたらされた。キリシタン弾圧が東北でも強まり、ジュリアンの家族郎党は皆殺しになっていた。その後も弾圧は止まず、チカを旅の軽業師から救ってくれたパドレも仙台で拷問死していた。
チカが14歳になったころ、マカオで日本人の数が多すぎるとして 30人以下に減らすように明国から通達が出された。教会関係者のポルトガル人もこの意向には逆らえず、修道院に属さない日本人の多くがマカオを去ることになる。行先候補としてスペイン統治下のマニラもしくは、ポルトガル統治下ながら遠方のゴアが示された。カタリナとペトロは結婚してマニラに行くというが、ジュリアンはチカと離れないために修道院に入ることを勧める。一方でガスパルはどの道も選ばず、シナ人の海賊の一団に加わって自由気ままに暮らすと言いチカを誘う。チカは散々迷った末、艱難辛苦を共にしたジュリアンや仲間に密かに別れを告げ、ガスパル、黒人奴隷のイブとともに海賊船でマカオを脱出した。1630年のことだった。
1639年、チカはどこにいるかも分からないジュリアンに手紙で近況を知らせる。マカオを出港した海賊船は途中嵐に遭い漂っているところを別な海賊に見つかり運ばれた。チカはローマ教（カソリック）とは全く異なるオランダ支配下のバタヴィア（ジャカルタ）に移送され、ガスパル、イブともそれきり会っていない。バタヴィアには有力な商人など多くの日本人がおり、チカを解放することに成功した。チカはシチリア人と日本人の混血の船大工と結婚し、今は二人の子供の母親となっている。
1643年、27歳になったチカは再びジュリアンに手紙を送る。子供は一人増えて、今は3人の子の母親となった。上の子供、レラとヤキは大柄な子に成長した。このころオランダは“黄金の島”を探して北海道のさらに北まで探検隊を組織していた。チカは幼いころからエゾ地の話をしてきた2人の子供を見習い水夫として密航させようとこの船に乗せた。現地で逃げ出してアイヌに保護してもらうことで、チカ一族の生まれた土地に帰れると考えたからだ。当然バタヴィアから姿を消した子供たちは噂となりチカは家に居づらくなる。生まれたばかりの子を抱いて夫の元を飛び出したチカはエゾ地でようやく平穏な生活を見つけたレラとヤキを想像して穏やかな気持ちになる。
1673年、60歳近くになったチカはバタヴィア郊外で最期のときを迎えようとしていた。オランダ船が戻ってきて、レラとヤキはエゾで船を抜け出して戻ってこなかったことが知らされた。子供たちが先祖の土地に帰ったことを知ったチカにはもう思い残すことはなかった。最後に思い出すのは、朧気なエゾの光景とマカオで別れて以来一度も会うことのなかったジュリアンの面影だった。

## 登場人物
- わたし　60代の女性で作者自身とも重なる。東日本大震災を東京で体験し、緊張する生活の中、26年ぶりに北海道を訪れる。かつて30代だったころに今は亡き息子と網走を旅した思い出が忘れられない。
- 北川源太郎（先住民名：ダーヒンニェニ・ゲンダーヌ）　北方少数民族資料館ジャッカ・ドフニの館長。
- チカ（チカップ）　アイヌの母と和人の父の間に生まれた孤児。父親は本土からエゾ地に砂金堀りに来て少女だった母と出会ったが、妊娠した母を見捨てて姿をくらました。母は一人で山中をさまよい、マツマエ（松前）の町に出たところを同情した旅籠の主人に引き取られた。やがて馬小屋でチカを産んだが、チカが3歳のとき死亡した。チカという名前はアイヌ語で“鳥”を意味するらしい“チカップ”から旅籠の人が付けてくれた。母が死んでからは、旅回りの軽業師に売られてツガル（津軽）とマツマエを行き来していたが、5歳のときにポルトガル人パドレ一行と出会い買い取られた。その際に入信しイザベラという洗礼名をもらった。ジュリアンの妹と偽り、ともにシナにあるというアマカウ（マカオ）を目指す。
- ジュリアン　もともとはミヤコ（京都）の裕福な商人の息子。一家そろってキリシタンだったため秀吉以降は迫害され、ツガルに流され農民となった。その後激しさを増すキリシタン弾圧により、一家や周りのキリシタンはおびえて生きてきた。父母やツガルの信徒は優秀な若者を海外に送りパドレとして日本に戻ってもらいたいという希望を持っており、聡明なジュリアンが選ばれた。マカオ行きの途中で出会った5つ年下のチカを妹のように見守る。
- カタリナ　ナガサキから合流した痩せた女。先に行った夫と子供たちを追って老母とともにマカオを目指す。マカオ到着のちに身寄りのないチカの母親代わりになる。後にペトロらとフィリピンに渡り、穏やかな晩年を過ごした。
- ペトロ　幼いころ捕虜として日本に連れてこられたチョウセン人。腕の良い楽器職人で、マカオでもポルトガル人たちに重宝される。
- ガスパル　日本人の母とナポリ人の父の間に生まれた混血児。チカやジュリアンとマカオで出会う。染物屋で働いているが、怠け癖があって親方に怒られている。
- イブ　マカオでフランス人商人に仕える黒人奴隷。好色な主人に嫌気がさし、ガスパルらとともにマカオ脱出を決意する。
- 他　パウロ、マリア、アントニオら日本からマカオに渡った日本人キリシタンなど

## 書誌情報
- 単行本（集英社、2016年5月）
  - ジャッカ・ドフニ 海の記憶の物語ISBN 978-4-08-771661-0
- 文庫本（集英社文庫、2018年2月）
  - ジャッカ・ドフニ 海の記憶の物語（上） ISBN 978-4087457025
  - ジャッカ・ドフニ 海の記憶の物語（下） ISBN 978-4087457032